# 2005 EW318
2005 EW318 est un objet transneptunien de magnitude absolue 6,35.
Son diamètre est estimé à 170 kilomètres.